# Zahirul Haque
Zahirul Haque (en bengalí: জহিরুল হক; Distrito de Brahmanbaria, India británica, 5 de enero de 1935-Daca, Bangladés, 6 de enero de 2024) fue un futbolista pakistaní que jugó en la posición de lateral derecho. Jugó en el primer partido de fútbol en Bangladés desde su independencia en 1971.

## Carrera

### Club
| Periodo   | Club                   |
| --------- | ---------------------- |
| 1954–1956 | Tejgaon Friends Union  |
| 1957–1958 | Central Printing Press |
| 1959      | Police AC              |
| 1960–1976 | Mohammedan SC Dhaka    |

### Selección nacional
Jugó para la selección de Pakistán Oriental de 1957 a 1960, con el que ganó la Liga de Pakistán en 1960 luego de vencer al Karachi White por 1–0 en Karachi. También enfrentó a equipos como el Fortuna Düsseldorf.
Debutaría con Pakistán el 18 de enero de 1961 en una victoria por 3-1 ante Birmania en Yangón. Sería finalista del Torneo Merdeka de 1962, y dos años después jugaría en el Torneo Independencia de China.

## Enfermedad y muerte
En septiembre de 2016 Zahir fue admitido en el Ayesha Memorial Hospital en Mohakhali de la capital Dhaka luego de sufrir complicaciones renales.
Zahir murió de un ataque cardíaco en el Ibn Sina Hospital en Dhaka el 6 de enero de 2024. Había sido ingresado al hospital dos días antes debido a complicaciones cardíacas y estuvo en coma luego de cumplir 89 años al día siguiente. Zahir fue enterrado en el Cementerio Banani junto a su padre Nurul Haque.

## Logros

### Club
- Dhaka First Division League: 1961, 1963, 1965, 1966, 1969, 1975, 1976
- Aga Khan Gold Cup: 1964, 1968
- Independence Day Cup: 1961, 1963, 1966, 1967
- Bogura Mohamed Ali Gold Cup: 1966
- Independence Cup: 1972[15]

### Selección nacional
- National Football Championship: 1960, 1970

### Individual
- 1964 − Mejor Futbolista del Año por la Asociación de Escritores Deportivos.[16]
- 2001 − Premio Nacional del Deporte.[17]
- 2012 − Grameenphone - Prothom Alo Sports Lifetime award of the Year.[4]